# Rectoscutaria peringueyi
Rectoscutaria peringueyi är en skalbaggsart som beskrevs av Schein 1958. Rectoscutaria peringueyi ingår i släktet Rectoscutaria och familjen Melolonthidae. Inga underarter finns listade i Catalogue of Life.